# Eleocharis plicarhachis
Eleocharis plicarhachis är en halvgräsart som först beskrevs av August Heinrich Rudolf Grisebach, och fick sitt nu gällande namn av Henry Knute Knut Svenson. Eleocharis plicarhachis ingår i släktet småsäv, och familjen halvgräs. Inga underarter finns listade i Catalogue of Life.